# Wassmer WA-28
Die Wassmer WA-28 Espadon (deutsch Schwertfisch) ist ein einsitziges Segelflugzeug des französischen Herstellers Wassmer Aviation. Sie ist eine Weiterentwicklung des Modells WA-26 und mit dieser aerodynamisch weitestgehend identisch. Im Gegensatz zur WA-26 ist sie aber vollständig aus GFK gefertigt.

## Geschichte und Konstruktion
Nachdem die Technik der Segelflugzeuge mit Holztragflächen als überholt galt, entwickelte Wassmer aus der WA-26 die WA-28, die aerodynamisch identisch, aber vollständig aus GFK gefertigt ist. Die Tragflächen sind mit Schempp-Hirth-Luftbremsen ausgestattet. Die WA-28 ist 20 bis 25 Kilogramm schwerer als die WA-26 und hat eine Gleitzahl von 38 bei einer Geschwindigkeit von 90 km/h. Ihren Erstflug hatte sie im Mai 1974 und ab November 1974 wurde sie in Serie gebaut. Bis Frühjahr 1975 waren zwanzig Exemplare bestellt worden.
Die geraden Tragflächen des Hochdeckers verjüngen sich im Mittelteil, das etwa 60 % der Spannweite ausmacht, nur leicht. Die äußeren Flügel verjüngen sich stärker. Die Tragflächen weisen über ihre gesamte Länge eine V-Stellung auf. Die Querruder befinden sich am äußeren Teil der Tragflächen.
Das Flugzeug verfügt über ein einzelnes, einziehbares Rad, das hydraulisch bremsbar ist und einen kleinen starren Hecksporn. Der Pilotensitz befindet sich in einer halbliegenden Position unter einer langen, nach Backbord öffnenden Kabinenhaube.

## Technische Daten

Dreiseitenansicht

Quelle: J2mcL Planeurs
| Kenngröße         | Daten                |
| ----------------- | -------------------- |
| Besatzung         | 1                    |
| Länge             | 7,65 m               |
| Spannweite        | 15,0 m               |
| Höhe              | 1,66 m               |
| Flügelfläche      | 12,6 m²              |
| Flügelstreckung   | 17,82                |
| Gleitzahl         | 38                   |
| Geringstes Sinken | 0,65 m/s bei 88 km/h |
| Leermasse         | 245 kg               |
| max. Startmasse   | 378 kg               |